# Trametinib
Le trametinib est  un médicament de type inhibiteur de MEK utilisé dans le traitement de certains cancers et vendu sous le nom commercial Mekinist.

## Usage médical
Ce médicament est utilisé pour traiter certains types de mélanome, de cancer du poumon non à petites cellules et de cancer anaplasique de la thyroïde,. Plus précisément, il est utilisé pour les cancers porteurs de la mutation BRAF V600E. Il est pris par voie orale.

## Effets secondaires
Les effets secondaires courants sont les suivants : éruption cutanée, diarrhée, fatigue, gonflement, nausées et fièvre. D'autres effets secondaires peuvent inclure de nouveaux cancers, des saignements, des colites, des caillots sanguins et une insuffisance cardiaque. L'utilisation pendant la grossesse peut nuire au fœtus. C'est un inhibiteur de MEK bloquant à la fois MEK1 et MEK2.

## Histoire
Le trametinib a été approuvé pour un usage médical aux États-Unis en 2013 et en Europe en 2014,. Au Royaume-Uni, un mois de médicament coûte au NHS environ 4 800 livre sterling à partir de 2021. Ce montant aux États-Unis coûte environ 13 200 dollar américain.